# 寄村
寄村（やどりきむら）は、神奈川県足柄上郡に存在した村。松田町北部に位置し、現在の松田町寄地区となる。

## 地理
- 山：鍋割山、雨山、檜岳
- 川：川音川、中津川

## 歴史

### 村名の由来
東山家入7ヶ村が寄り合って成立したことより。

### 沿革
- 1876年（明治9年） - 萱沼村、弥勒寺村、中山村、土佐原村、宇津茂村、大寺村、虫沢村が合併して寄村が成立。
- 1889年（明治22年）4月1日 - 町村制の施行により、寄村が単独村制。大字は編成しなかった。
- 1955年（昭和30年）4月1日 - 松田町と合併し、改めて松田町が発足。同日寄村廃止。